# Kiri-sute gomen
Kiri-sute gomen (斬捨御免 hoặc 切捨御免) là một cách thể hiện thời xưa của Nhật Bản có từ thời phong kiến quyền được chém (quyền của võ sĩ samurai được giết thường dân vì bị xúc phạm). Samurai có quyền dùng kiếm tấn công bất kỳ ai thuộc tầng lớp thấp hơn làm tổn hại danh dự của họ.

## Từ nguyên
Kiri-sute gomen dịch theo nghĩa đen là "quyền chém và bỏ lại [cơ thể của nạn nhân]." Trái ngược với niềm tin phổ biến, thuật ngữ này không bắt nguồn từ thời Edo. Tên thật được sử dụng trong các nguồn lịch sử là uchi-sute (打捨 uchi-sute, "chém và vứt bỏ")  hoặc burei-uchi (無礼打 burei-uchi, "tấn công và giết") .

## Điều kiện

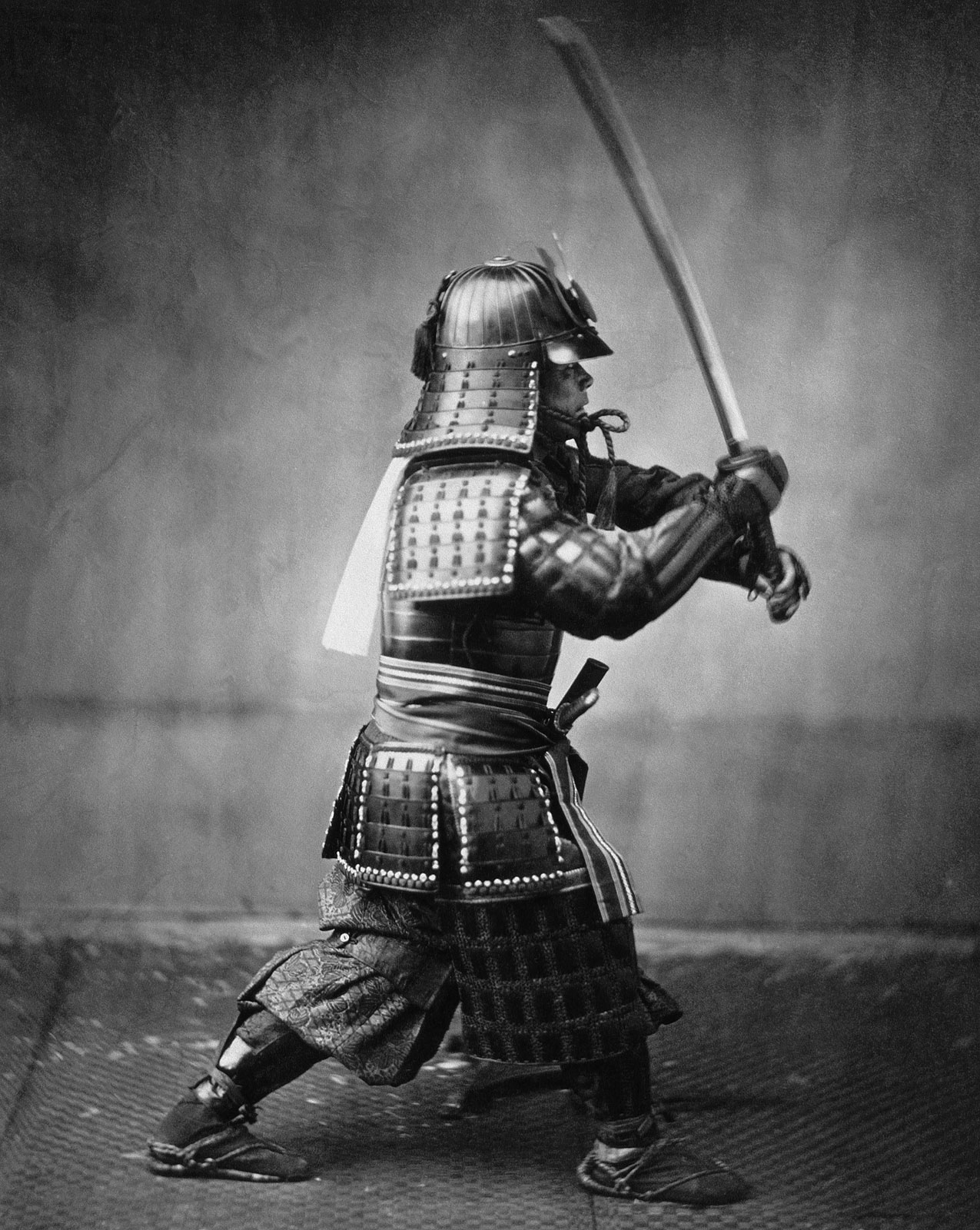
Samurai mặc giáp với kiếm và dao găm, 1860

Vì quyền được định nghĩa là một phần của quyền tự vệ nên kiri-sute gomen có một bộ quy tắc chặt chẽ. Cuộc tấn công công phải diễn ra ngay sau hành vi phạm tội, có nghĩa là kẻ tấn công không thể tấn công ai đó vì bất bình trong quá khứ hoặc sau một khoảng thời gian đáng kể. Ngoài ra, do quyền này là quyền tự vệ, không được phép thực hiện thêm một cuộc đảo chính nếu quyền này đã được áp dụng thành công. Bất kỳ ai ở bên phải chịu đòn tấn công này đều có quyền tự vệ bằng wakizashi, một tình huống phổ biến nhất trong trường hợp một samurai cấp cao hơn thực hiện quyền chống lại một samurai cấp thấp hơn vì những người đó luôn mang theo wakizashi.
Một số nghề, chẳng hạn như bác sĩ và nữ hộ sinh, không phải là mục tiêu đủ điều kiện cho kiri-sute gomen khi đang làm việc hoặc đi đến nơi làm việc của họ, vì công việc của họ thường yêu cầu họ vượt qua ranh giới của danh dự. Ngoại lệ này được gọi là torinuke gomen (通り抜け御免 torinuke gomen, "authorization to pass first").
Thực hiện kiri-sute gomen mà không có lý do chính đáng bị trừng phạt nặng nề. Bên có tội có thể bị mất việc và thậm chí có thể bị kết án tử hình hoặc buộc phải mổ bụng tự sát. Gia đình anh ta cũng sẽ bị ảnh hưởng nếu tài sản và danh hiệu của anh ta bị xóa khỏi tài sản thừa kế.